# Audrey Totter
Audrey Mary Totter (ur. 20 grudnia 1917 w Joliet w stanie Illinois, zm. 12 grudnia 2013 w Woodland Hills w stanie Kalifornia) – amerykańska aktorka filmowa, telewizyjna i radiowa.

## Zarys biografii
Urodziła się jako córka emigrantów z Europy. Ojciec urodzony w Jugosławii miał korzenie austriacko-słoweńskie; matka była z pochodzenia Szwedką. Debiutowała na scenach chicagowskich teatrów, a potem często występowała w radiu. Na początku lat 40. wypatrzyli ją łowcy talentów z wytwórni MGM, z którą podpisała niebawem siedmioletni kontrakt. Na ekranie zadebiutowała w 1945 rolą w filmie pt. Main Street After Dark. Pomimo świetnych warunków, Audrey nie udało się zrobić wielkiej kariery. Po tym jak w 1951 MGM nie przedłużyło z nią umowy, związała się na krótko z wytwórniami Columbia Pictures i 20th Century Fox. Jednak kolejne filmy nie przyniosły jej większego sukcesu. Od końca lat 50. pojawiała się na ekranie coraz rzadziej, ograniczając się głównie do udziału w produkcjach telewizyjnych. Po raz ostatni można ją było zobaczyć w jednym z odcinków serialu Napisała: Morderstwo w 1987.

## Życie prywatne
W 1953 poślubiła asystenta dziekana uniwersytetu medycznego Leo Freda. Byli małżeństwem do jego śmierci w 1995. Mieli jedno dziecko.
Zmarła 12 grudnia 2013 roku; przyczyną śmierci był udar mózgu.

## Wybrana filmografia

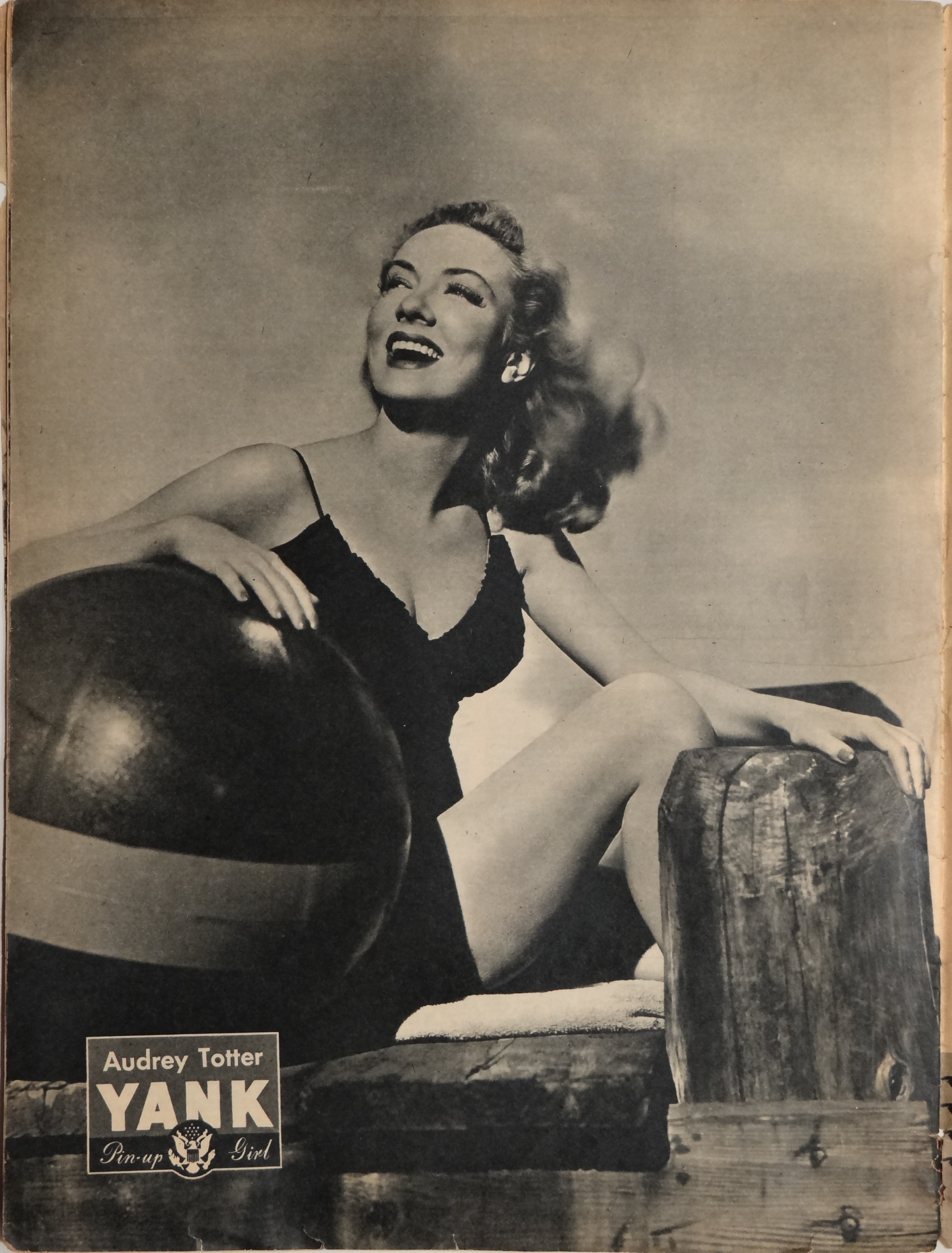
Audrey Totter na fotografii z sierpnia 1945

- Main Street After Dark (1945) jako Jessie Belle Dibson (aktorski debiut)
- Przygoda (1945) jako Ethel
- Rewia na Broadwayu (1945) – telefonistka w  "Number Please" (tylko głos)
- Listonosz zawsze dzwoni dwa razy (1946) jako Madge Gorland
- Topielica (lub Tajemnica jeziora) (1947) jako Adrienne Fromsett
- Morderca poza podejrzeniem (1947) jako Althea Keane
- Wysokie mury (1947) jako dr Ann Lorrison
- Tajemniczy Nick Beal (1949) jako Donna Allen
- Zmowa (1949) jako Julie Thompson
- Man or Gun (1958) jako Fran Dare
- Rogate dusze (1964) jako prostytutka
- Bonanza (1959-73; serial TV) jako Beth Riley (gościnnie, 1966)
- Narodzenie (1978) jako Elżbieta